# Верительные грамоты

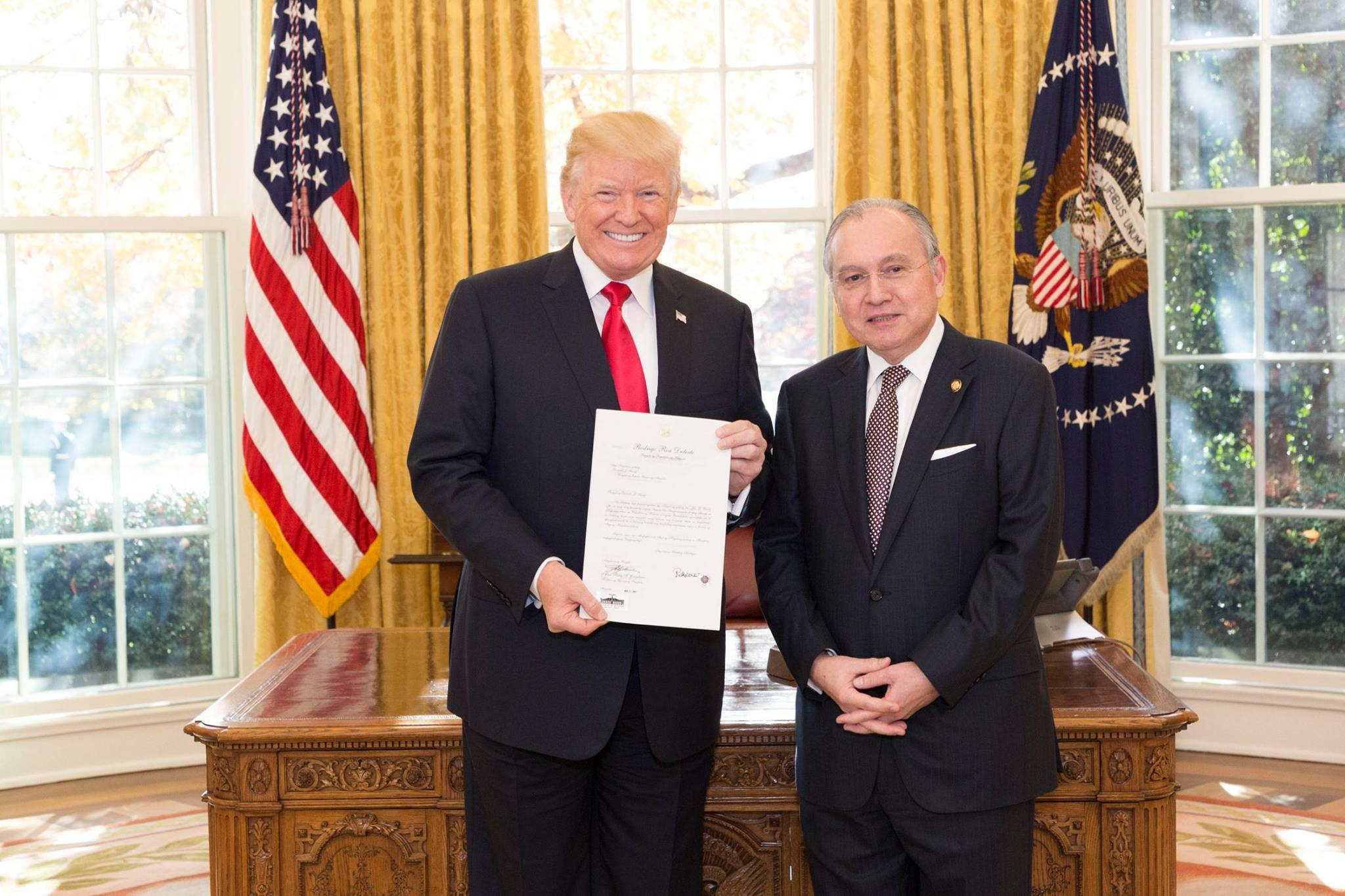
Президент США Дональд Трамп принимает верительные грамоты, врученные послом Филиппин Хосе Мануэлем Ромуальдесом, Белый дом

Верительные грамоты (фр. Lettres de créance, англ. Credentials) — документы, которыми снабжаются главы дипломатического представительства класса послов или посланников для удостоверения их представительного характера и аккредитования в иностранном государстве. В них выражается просьба верить всему тому, что будет излагать посол от имени главы своего государства и правительства, отсюда и пошло название документа. Гра́мота (grammata — византийское) — на Руси X—XVII веков деловой документ (главным образом, так называли акты) и письма (официальные и частные). Термин заимствован из Византии, где grammata обозначала послания, указы а также любые другие письменные документы.
В современной дипломатии при установлении и поддержании дипломатических отношений верительные грамоты при назначении в страну пребывания дипломатических представителей высшего ранга:
- подписываются лично главой государства, назначающего дипломатического представителя;
- скрепляются подписью министра иностранных дел;
- адресуются лично главе государства пребывания;
- вручаются лично дипломатическим представителем высшего ранга главе государства пребывания в торжественной обстановке;
- порядок (очерёдность) вручения верительных грамот или представление их заверенных копий определяется датой и часом прибытия главы представительства.

## История
Верительные грамоты пришли на смену дипломам — то есть сдвоенным дощечкам с нанесёнными на них письменами, которые выдавались посланцам для подтверждения их полномочий. От термина «диплом» (от греч. díplōma — сложенный вдвое лист или документ) и пошло современное название дипломатии.
Уже в Византии существовали системы верительных грамот. Гра́мота (grammata — византийское) — на Руси X—XVII веков деловой документ (главным образом, так называли акты) и письма (официальные и частные). Термин заимствован из Византии, где grammata обозначала послания, указы а также любые другие письменные документы.
Византийская дипломатия немало позаимствовала от дипломатической системы восточных монархий, в частности от Сасанидского Ирана. В свою очередь Византия долгое время была эталоном дипломатического искусства для так называемых  «варварских» государств.
На Руси XV—XVI веков большинство верительных грамот, отправляемых к европейским правителям, содержали родословную московских государей, которая возводилась непосредственно к «императору Августу». Так, в наказе царя Ивана IV Грозного послу боярину И. М. Воронцову к польскому королю и литовскому великому князю Сигизмунду II Августу (май 1556 года) говорится:
Государство наше Русское от начала особо содержится нами, вечными государи русскими, начиная от Августа, императора римского, и до Рюрика

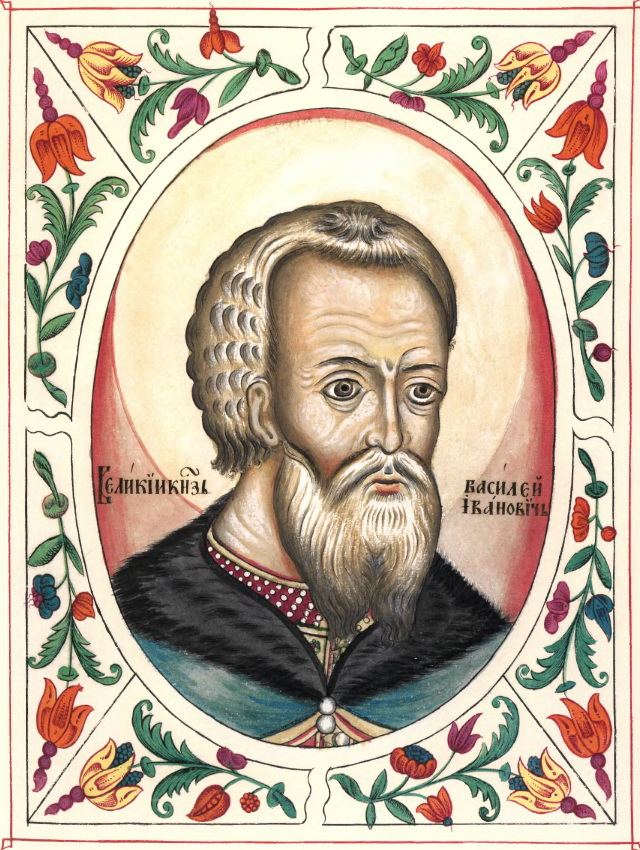
Великий князь Василий III (миниатюра из Царского титулярника)

Верительные грамоты главам государства удостоверяли личность посла и содержали титул отправителя с указанием территорий, ему принадлежащих. Однако в грамотах, которые посылались духовным лицам, обязательно добавлялась фраза «Божией помощью царь» (например, в грамоте царя Василия III Великому магистру Тевтонского ордена в Пруссии Альбрехту Бранденбург-Ансбахскому (1518—1519 годы)).
Представители иностранных государств появились в Москве раньше, чем российские за границей. Первоначально это были консулы при «торговых людях». Первое упоминание датируется 1556 годом, вскоре после появления Посольского приказа, когда царь Иван Грозный предоставил право беспошлинной торговли английским купцам. В архивных записях 1601 года содержится упоминание о «посольском подворье» на Ильинке.

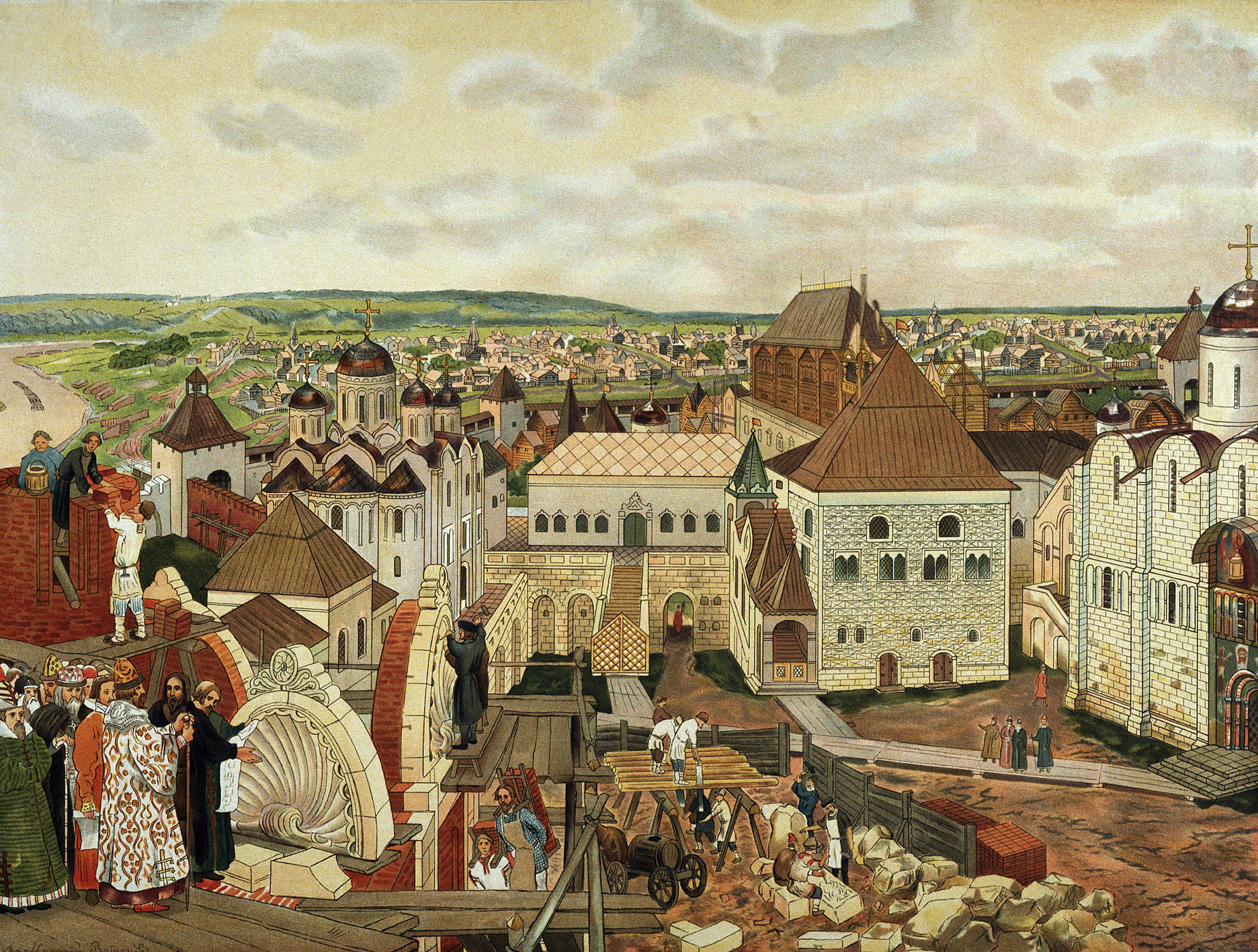
А. Васнецов. В Московском Кремле. Акварель.

В соответствии с установленным церемониалом приём послов проводился в различных «избах и палатах» Московского Кремля. Это «Столовая Брусяная изба» и «Средняя Золотая подписная палата» (1543—1584 гг.). С 1591 года постоянным местом посольских аудиенций стала «Большая Подписная Грановитая палата», используемая для представительских целей и по сей день. В соответствии с церемониалом при входе в Палату посла представляли («являли») царю, который принимал послов , сидя на троне в царском платье, «саженой русской шубе», диадеме и царской шапке. В руках царь держал скипетр, а «с левою руку у государя стоял индрогов посох в золотом месте».
Посол правил поклон «от государя его пославшего» и подавал грамоту, которую всегда принимал посольский дьяк. Затем царь «звал посла к руке», после чего посол занимал отведённое ему место. В конце аудиенции предусматривалось угощение посла мёдом, а порой и приглашение к царскому столу. Царское угощение («почетный стол») иногда посылалось послу на подворье.
Во второй половине XVII века в Москве появились постоянные иностранные дипломатические представители. Первое упоминание о «польском посланнике» относится к 1673 году. В 1702 году в посольских списках значатся уже шесть резидентов «чужестранных государей»: датский, прусский, польский, баварский, сербский и валашский.
К XVII веку относится и первая классификация официальных российских представителей, направлявшихся с дипломатическими поручениями в иностранные государства. Они подразделялись на три категории (класса) в зависимости от политического значения, которое придавалось их миссии:
- «послы великие»,
- «послы (посланники) легкие»
- «гонцы» («посланцы», «посланные»).

Различия в классах российских дипломатических представителей определялись такими критериями, как важность и цель миссии; значение государства, куда она направлялась; степень торжественности, которую миссии хотели придать. Этими же критериями определялся придворный ранг главы миссии (боярин, окольничий, стольник и т. п.) и численность его свиты. Послы при этом имели ограниченные полномочия, определявшиеся соответствующим «наказом», они были лишь доверенными лицами своего государя для выполнения определённого поручения (ведение переговоров, подготовка проекта договора и т. п.).
Что касается гонцов, то в их обязанности входила лишь доставка адресату царской грамоты, полномочий вступать в какие бы то ни было переговоры они не имели. Выезжающим за рубеж послам выправлялись специальные документы, подтверждающие их дипломатическую миссию, «опасные грамоты». Хотя личность посла в международном общении считалась неприкосновенной, но в случае военного конфликта это правило не всегда соблюдалось. Без того, чтобы послы заручились «опасными грамотами», выезд за рубеж не разрешался. Можно сказать, что это был первый прообраз проездного дипломатического документа, который позже получил название «открытого листа» («laisser-passer»).
Наряду с этим посла снабжали и верительными («верющими») грамотами. Такие грамоты удостоверяли, что слова посла «суть его государя речь, бо то суть наши речи». Однако в отличие от их современного аналога эти верительные грамоты не давали полномочий на постоянное представительство посла при иностранном дворе. Одновременно посол получал письменный наказ, который ему предписывалось прочитывать возможно чаще, чтобы «запоминать все там написанное и не затрудняться ответом на предложенный вопрос». Наказ содержал подробнейшую инструкцию о том, как посол должен вести себя в дороге, при аудиенции у государя и в течение всего времени пребывания за границей.

## Содержание и функции современных верительных грамот
- Грамоты начинаются с официального, конституционного наименования главы государства, который направляет посла.
- Затем следует полный титул главы принимающего государства.
- Выражается желание назначением нового посла способствовать дальнейшему развитию и углублению отношений между двумя странами.
- В тексте грамот указывается, что глава государства просит главу другого государства, к которому верительные грамоты адресованы, верить всему тому, что данный дипломатический представитель будет заявлять в стране пребывания; фиксируется, кто направляется в качестве представителя и в каком ранге, причём, как правило, констатируется состояние отношений между странами.

Просьба верить действиям и словам дипломатического представителя — основное в верительных грамотах. Верительные грамоты сами по себе не дают права дипломатическому представителю подписывать международные соглашения без специальных на то полномочий за подписью главы государства или главы правительства.
В республиках и конституционных монархиях они, как правило, скрепляются министром иностранных дел, в абсолютных монархиях этого нет.
В большинстве стран вручение верительных грамот является результатом признания и означает взаимное признание де-юре двух правительств. В некоторых государствах вручение грамот не требует обязательного признания де-юре. В этом случае вручение верительных грамот может сопровождаться оговорками о характере отношений, а верительные грамоты удостоверяют представительный характер деятельности дипломата.

## Форма верительных грамот
Форма верительных грамот является своеобразным отражением дипломатического права стран. Их редакция различная. Она определяется тем, из какой страны прибывает дипломат, этапам её исторического развития. В феодальную эпоху верительные грамоты отличались большой пышностью формы и стиля. В новейшее время формат грамот везде становится проще.

## Порядок вручения верительных грамот
Прибывший дипломатический представитель обязан для осуществления своих функций как можно быстрее вручить верительные грамоты главе государства страны пребывания. В случае неоправданной задержки вручения грамоты правительство страны пребывания вправе требовать его отзыва.
Если дипломатический представитель приезжает в страну впервые после установления дипломатических отношений, то он обычно делает краткое заявление для печати по прибытии в столицу данного государства, в котором сообщает о задачах, поставленных перед ним пославшим его правительством.
В большинстве стран в связи с напряжённым графиком работы главы государства торжественные церемонии по случаю вручения послами верительных грамот проходят не индивидуально, а организуются с периодичностью 2—4 раза в год. При этом на каждой церемонии сразу несколько послов по очереди вручают свои верительные грамоты. Порядок (очерёдность) вручения верительных грамот или представление их заверенных копий определяется датой и часом прибытия главы представительства.
До вручения представителем своих верительных грамот все отношения с официальными органами государства пребывания осуществляются только через протокольный отдел министерства иностранных дел данной страны.
Как правило, ещё до официальной церемонии вручения верительных грамот главе государства и сразу по прибытии в страну дипломатический представитель наносит незамедлительно визит руководителю протокольного отдела и узнаёт у него установленный в данном государстве порядок вручения верительных грамот.
Потом он наносит визит министру иностранных дел, с тем, чтобы представиться, передать ему копию верительных грамот и текст речи, которую он намерен произнести при его вручении, если это предусмотрено по обычаям данной страны. С момента вручения копии верительных грамот министру иностранных дел страны пребывания считается, что посол приступил к исполнению своих обязанностей де-факто.
Однако официальной датой вступления в должность де-юре считается час и день вручения дипломатическим представителем верительных грамот главе государства страны пребывания.

### Порядок вручения верительных грамот в России
В назначенный президентом России день и час вручающие верительные грамоты послы в сопровождении сотрудников департамента государственного протокола (ДГП) МИД России прибывают в Большой Кремлевский дворец за 15-20 минут до начала церемонии в автомашинах, предоставленных президентским гаражом.
У входа во дворец послов приветствует комендант Большого Кремлевского дворца. Послы поднимаются по главной лестнице в Георгиевский зал, где ожидают начала церемонии.
За 5-7 минут до начала церемонии послов приглашают пройти в Александровский зал. В центре зала послы образуют линию в соответствии с датой прибытия в Москву.
В зал с противоположной стороны входит президент России в сопровождении министра иностранных дел России и помощника президента России по международным вопросам.
Диктор объявляет имя и титул посла, вручающего грамоты. Посол подходит к президенту, приветствует его небольшим поклоном, вручает свои верительные грамоты и, после обмена рукопожатием, занимает место по правую руку от президента (NB: приветствия не произносятся). Производится официальное фотографирование, после чего посол возвращается на свое место в линии.
После того как все послы вручат верительные грамоты, президент обращается к ним с краткой речью (переводится последовательно на английский язык).
По окончании речи происходит неформальная беседа президента с послами.
По завершении беседы президент покидает зал, а послы отбывают в посольства так же, как они прибыли в Кремль.
Через несколько дней после вручения верительных грамот послам направляют фотографии, сделанные во время церемонии.

## Отзывные грамоты
Если посол едет на смену, а не первым дипломатическим представителем, то вместе с верительными грамотами ему дают и отзывные грамоты его предшественника.
Отзывные грамоты (рекредитив, Letters of recall) — официальное письмо главы государства, пославшего дипломатического представителя, главе государства, принявшего дипломатического представителя, об отзыве этого представителя с занимаемого им поста. Отзывные грамоты — документ, посредством которого правительство объявляет об отзыве своего дипломатического представителя.
Так же как и верительные грамоты, отзывные грамоты подписываются главой государства и скрепляются подписью министра иностранных дел. Подобно верительным, — отзывные грамоты адресуются главе государства. В них сообщается о факте отзыва дипломатического представителя и выражается надежда, что он содействовал поддержанию и развитию отношений между странами.
В современной практике редко встречается, чтобы убывающий дипломатический представитель сам вручал главе государства свои отзывные грамоты. Как правило, их передаёт вновь назначенный представитель одновременно со своими верительными грамотами.

## Отпускные грамоты
Практически отмерла и практика направления так называемых отпускных грамот. По внешней форме они мало отличаются от отзывных. В отпускных грамотах содержится просьба «отпустить» дипломатического представителя. Отпускные грамоты пересылаются дипломатическим путём и не требуют ответа.

## Нормативные акты
- Конституция Российской Федерации 1993 г.
- Указ Президента РФ «О координирующей роли Министерства иностранных дел Российской Федерации в проведении единой внешнеполитической линии Российской Федерации» от 12 марта 1996 г. // СЗ РФ. 1996. № 12. Ст. 1061.
- Положение о Министерстве иностранных дел Российской Федерации. Утверждено Указом Президента РФ от 14 марта 1995 г. // СЗ РФ. 1995. № 12. Ст. 1033.
- Положение о Посольстве Российской Федерации (утверждено Указом Президента РФ от 28 октября 1996 г.) // СЗ РФ. 1996. № 45. Ст. 5090.
- Положение о Постоянном представительстве Российской Федерации при международной организации (утверждено Указом Президента РФ от 29 сентября 1999 г.) // Российская газета. 1999. 7 окт.
- Венская конвенция о дипломатических сношениях 1961 г. // СДД СССР. Вып. XXIII. М., 1970. С. 136—148.
- Венская конвенция о консульских сношениях 1963 г. // СДД СССР. Вып. XLV. М., 1991. С. 124—147.
- Конвенция о специальных миссиях 1969 г. // ДМП. Т. 1. М., 1996. С. 562—582.
- Венская конвенция о представительстве государств в их отношениях с международными организациями универсального характера, от 14 марта 1975 г. // Там же. С. 582—615.
- Правила процедуры для созыва международных конференций государств (приняты Генеральной Ассамблеей ООН 3 декабря 1949 г.) // Там же. С. 733—734. 87 т.